# Friedrich-Wilhelm Fleischer
Friedrich-Wilhelm Fleischer (* 14. September 1890 in Hanau; † 13. Februar 1952 in Norden) war ein deutscher Marineoffizier, zuletzt Admiral im Zweiten Weltkrieg.

## Leben
Fleischer trat am 1. April 1909 als Seekadett in die Kaiserliche Marine ein, absolvierte seine Grundausbildung auf dem Großen Kreuzer Hansa und besuchte anschließend die Marineschule, an der er am 12. April 1910 zum Fähnrich zur See ernannt wurde. Er kam dann für ein Jahr an Bord des Linienschiffes Helgoland und wurde dort am 19. September 1912 zum Leutnant zur See befördert. Vom 1. Oktober 1912 bis 30. März 1913 erfolgte seine Verwendung als Kompanieoffizier in der V. Matrosen-Artillerie-Abteilung, um dann für sechs Monate Dienst auf dem Schulschiff König Wilhelm zu versehen. Nach einer kurzzeitigen Verwendung als Kompanieoffizier in der I. Matrosen-Division erfolgte am 23. Dezember 1913 seine Versetzung auf den Kleinen Kreuzer Dresden.
Fleischer verblieb über den Beginn des Ersten Weltkriegs an Bord des Schiffes und führte erfolgreich Handelskrieg. Nach der Selbstversenkung des Kreuzers befand sich Fleischer ab 9. April 1915 in chilenischer Internierung, aus der er im Juli 1917 mit der Tinto fliehen konnte. Nach seiner Heimkehr wurde er zunächst zur Verfügung der I. Marine-Inspektion gestellt und als Oberleutnant zur See (seit 8. April 1917) der Torpedobootsflottille Flandern zugeteilt.
Nach Kriegsende erfolgte im Dezember 1918 die Versetzung zur III. Flottille sowie seine zeitweilige Verwendung als Flaggoffizier. Am 21. Januar 1920 wurde Fleischer Kapitänleutnant und als solcher vom 10. November 1921 bis 19. Januar 1922 Chef der 5. Halbflottille. Anschließend diente er bis 4. April 1922 als Torpedooffizier und Adjutant auf dem Linienschiff Braunschweig sowie bis 23. September 1922 als Adjutant an der Marineschule Mürwik. Vom 24. September 1922 bis 30. September 1923 war er als Torpedooffizier auf dem Linienschiff Hannover tätig und kam dann für zwei Jahre als Kompaniechef zur Küstenwehrabteilung III. Ab 24. November 1925 setzte man Fleischer als Navigationsoffizier auf dem Kleinen Kreuer Nymphe ein und versetzte ihn im Anschluss am 28. September 1927 für drei Jahre als Referent in die Marinewehrabteilung (A I) im Marinekommandoamt der Marineleitung. Dort erfolgte zwischenzeitlich am 1. Januar 1928 die Beförderung zum Korvettenkapitän. Fleischer wurde am 30. September 1930 zum Ersten Offizier des Leichten Kreuzers Köln ernannt. Vom 19. April bis 23. Juni 1932 wurde er zur Verfügung des Chefs der Marinestation der Nordsee gestellt und anschließend bis 28. September 1934 als Referent in die Abwehrabteilung des Reichswehrministeriums versetzt.
Als Chef der Marineorganisationsabteilung (A II) im Marinekommandoamt war der Fregattenkapitän (seit 1. April 1933) dann bis 29. September 1937 zunächst in der Marineleitung, später im Oberkommando der Marine tätig und wurde am 1. Oktober 1934 zum Kapitän zur See befördert.
Für ein knappes Jahr führte Fleischer bis 3. August 1938 als Kommandant das Linienschiff Schlesien und war dann bis 11. April 1939 Festungskommandant von Pillau. Am 1. April 1939 wurde Fleischer Konteradmiral und kurze Zeit darauf am 12. April Küstenbefehlshaber östliche Ostsee. Zeitgleich war er vom 27. Februar bis 6. Mai 1939 mit der Wahrnehmung der Geschäfte des Chefs der Kriegsmarinedienststelle Königsberg sowie vom 22. März bis 11. April mit der Wahrnehmung der Geschäfte des Festungskommandanten von Memel beauftragt.
Fleischer verblieb über den Beginn des Zweiten Weltkriegs auf seinem Posten, wurde am 13. Januar 1940 zum Küstenbefehlshaber Ostfriesland und im Anschluss daran am 26. Juli 1940 zum Marinebefehlshaber Kanalküste ernannt. Vom 21. Februar bis 4. April 1941 fungierte Fleischer als Marinebefehlshaber B. Nach seiner Beförderung zum Vizeadmiral am 1. April 1941 erfolgte am 5. April 1941 seine Ernennung zum Chef der Deutschen Marinemission Rumänien sowie am 1. Juli 1941 zum Admiral Schwarzes Meer. Am 2. Mai 1942 wurde Fleischer von seinem Posten abberufen und vom 23. Juni bis 31. August 1942 an die Kriegsmarinewerft Wilhelmshaven kommandiert sowie im Anschluss daran unter gleichzeitiger Beförderung zum Admiral am 1. September 1942 dorthin versetzt. Ab 23. Oktober 1944 befand Fleischer sich zur Verfügung des Oberbefehlshabers des Marineoberkommandos Nord und wurde am 31. Dezember 1944 aus dem aktiven Dienst entlassen.
Mit der deutschen Kapitulation befand Fleischer sich am 8. Mai 1945 in britischer Kriegsgefangenschaft, aus der er am 4. April 1947 entlassen wurde.

## Auszeichnungen
- Eisernes Kreuz (1914) II. und I. Klasse[1]
- Marineverwundetenabzeichen in Schwarz[1]
- Hanseatenkreuz Hamburg[1]
- Deutsches Kreuz in Silber am 29. September 1944[2]